# Эсаяс, Марселенсио
Марселенсио Эсаяс (нидерл. Marcelencio Esajas; род. 10 июня 2002) — нидерландский футболист, полузащитник клуба ТОП Осс.

## Клубная карьера
Эсаяс — воспитанник клубов «Влуг эн Владиг» и «Алмере Сити». 27 августа 2021 года в матче против «Роды» он дебютировал в Эрстедивизи в составе последнего. В 2023 году игрок помог клубу выйти в элиту. 13 августа в матче против «Твенте» он дебютировал в Эредивизи.
27 июня 2024 года перешёл в ТОП Осс, подписав двухлетний контракт до середины 2026 года. 9 августа дебютировал за клуб в матче Эрстедивизи против «Эксельсиора», выйдя на замену вместо Митчелла ван Роэйена на 62-й минуте.

## Личная жизнь
Имеет суринамское происхождение.